# Loes van der Laan
Loes van der Laan (Emmen, 11 oktober 1987) is een Nederlands presentator en weervrouw bij RTV Drenthe.

## Loopbaan
Van der Laan studeerde Communicatie aan de Hanzehogeschool in Groningen. Voordat ze aan het werk ging bij RTV Drenthe werkte Van der Laan bij het Huus van de Taol in Beilen.
Loes van der Laan presenteert sinds 20 april 2015 zeer geregeld het weerbericht in het Drents op TV Drenthe. Het weerbericht wordt iedere doordeweekse dag opgenomen op een bijzondere of actuele locatie in de provincie Drenthe.

## Taalstrijd
Van der Laan haalde meerdere keren het landelijke nieuws, vanwege een 'taalstrijd' die rondom haar is ontketend. Drentse kijkers beweren dat de weervrouw niet echt Drents spreekt. Volgens Van der Laan spreekt ze Veenkoloniaals, wat ook tot het Drents behoort.
Meerdere keren publiceerde het Dagblad van het Noorden ingezonden brieven van TV Drenthe-kijkers, zij vinden dat Van der Laan niet het juiste dialect spreekt.

## Zomercolumn
Het Drents van Loes van der Laan maakte zoveel los in de provincie, dat RTV Drenthe-verslaggever Ronald Oostingh er een Zomercolumn over maakte. De column, in opdracht van de NOS, was de eerste zomercolumn gemaakt door een regionale omroep die uitgezonden is door de NOS.